# Tjällmora
Tjällmora är en ort på Ingarö, i Värmdö kommun. Från 2015 avgränsar SCB här en småort.